# Juan de Ávalos

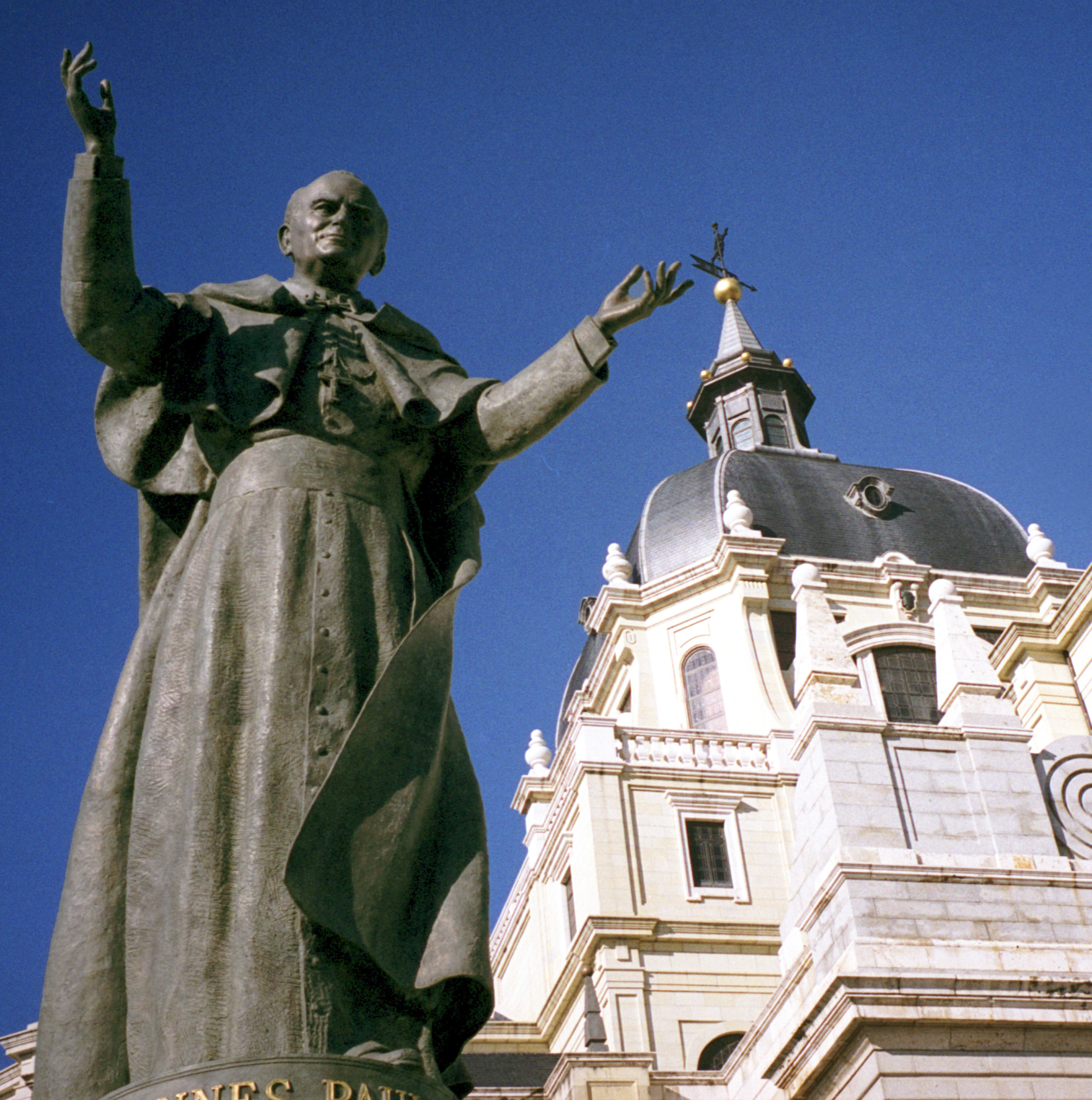
Staty av Johannes Paulus II vid Catedral de la Almudena i Madrid

Juan de Ávalos García Taborda, född 21 oktober 1911 i Mérida,  död 6 juli 2006 i Madrid, var en spansk skulptör.
Hans skulpturer, med en överväldigande monumentalitet, tillhör de mest representativa för den samtida spanska konsten, och följde tidens figurativa uttryck. Även om hans verk ofta knyts till frankismen, av skälet att han gjorde skulpturerna i Valle de los Caídos (Madrid), fanns det aldrig någon ideologisk koppling till Francisco Franco.
Juan de Ávalos, republikan med medlemsnummer 7 i PSOE i Merida, var i Palacio de El Pardo bara en gång och krävde för uppdraget 300.000 pesetas i provision. Han blev känd för sina verk i Valles los Caídos, särskilt för de stora statyerna av evangelisterna, för vilka han belönades med Hederslegionen och även fick motta den högsta konstnärliga och akademiska utmärkelsen från det forna Sovjetunionen. 
Han är skapare av avant-gardeskulpturer under pseudonymen "Arturo Sanchez". Vid sin död höll han på med två statyer av guvernören och vicekungen i Florida för den amerikanska regeringen för placering i Washington och Miami, statyer som slutfördes av hans familj och kollegor.
Han porträtterade artister som Manolete eller Rocío Jurado och har sina verk spridda över de fem kontinenterna (och på gatorna i tre av dessa).